# Waterside Karori
Der Waterside Karori Association Football Club ist ein neuseeländischer Fußballklub aus Karori in der Region Wellington.

## Vorgeschichte
Der Klub entstand im Jahr 1987 aus der Fusion von den Karori Swifts und Waterside.
Hierbei gehen die Swifts (ursprünglich Wellington Swifts) auf das Jahr 1894 zurück, der Klub hatte keinen festen Platz in der Region, sondern hatte immer verschiedene Spielorte, bis man sich schließlich in den 1950er Jahren in Karori niederließ. Bereits vor dem Ersten Weltkrieg sammelte der Klub seine größten Erfolge ein, so gelang es sieben Mal das Venus Shield zu gewinnen, bevor der Chatham Cup im Jahr 1923 überhaupt begründet wurde. In den späten 1960er Jahren wurde der Name des Klubs dann in Karori Swifts geändert, um die Verbundenheit mit der nun permanenten Wirkungsstätte auszudrücken.
Waterside wurde im Jahr 1921 gegründet und spielte in schwarz-weiß gestreiften Trikots. In den späten 1930er und 1940er Jahren gehört man mit zu den besten Teams in Neuseeland, da man in dieser Zeit fünf Mal den Chatham Cup gewann. Bedingt durch den großen Streik von 1951 wurde die Mannschaft stark geschwächt und es dauerte 9 Jahre, bis die Mannschaft alte Stärke zurückgewann. Im Jahr 1965 siedelte sich der Klub mit einer festen Anlage dann in Kaiwharawhara an. Zudem folgte 1978 noch die Umbenennung in Columbus Waterside, weil zu dieser Zeit die Columbus Shipping Line der größte Sponsor war.

## Geschichte
Die Fusion Mitte der 1980er Jahre wurde dadurch begründet, dass Waterside zu dieser Zeit die wirtschaftliche Stärke und die beste Männer-Mannschaft im Spielbetrieb hatte, und auch dadurch, dass die Swifts breiter aufgestellt waren und somit mehr Teams gerade im Nachwuchsbereich vorweisen konnten. Hier mangelte es aber an einer Mannschaft, die in einer höheren Spielklasse aktiv war.
In den folgenden Jahren etablierte sich die Männer-Mannschaft dann zu einer festen Größe in der höchsten Staatsliga. Im Jahr 2004 wurde man dann zu einem der Unterstützer, die für die Gründung des Franchise Team Wellington verantwortlich waren.
In den Jahren 2016 und 2017 erzielte man dann auch Erfolge in der Capital Premier. Mit der Auflösung der New Zealand Football Championship wurde die Central League nun auf dem Papier zweitklassig und auch Bestandteil der zur Saison 2021 eingeführten National League. Hier gelang in den beiden bisherigen Spielzeiten immer eine Platzierung im Mittelfeld, jedoch verpasste man immer die Qualifikation für die Championship.

## Erfolge
(Quelle: )

### Männer
- Central League
  - Meister: 1970, 1971, 1973, 1977 (als Waterside)
  - Meister: 1987, 1988 (als Swifts)
- Venus Shield
  - Gewinner: 1922, 1923, 1937, 1938, 1940, 1943, 1948 (als Waterside)
- Chatham Cup
  - Gewinner: 1983, 1939, 1940, 1947 (als Waterside)

### Frauen
- Capital League
  - Meister: 2011
- Kelly Cup
  - Gewinner: 1992, 1997, 2009, 2011